# Belfort Duarte
Belfort Duarte (São Luís, 27 november 1883  - Campo Belo, 27 november 1918) was een Braziliaanse voetballer.

## Biografie
Duarte was medeoprichter van Mackenzie College in 1902, waar hij de voetbalregels in het Portugees vertaalde. In 1906 maakte hij de overstap naar America FC, twee jaar later veranderde hij de clubkleuren van zwart naar rood. In 1913 won hij met America de Campeonato Carioca.
Hij werd op zijn verjaardag vermoord in 1918, toen hij op de vlucht was voor de Spaanse griep en in een favela belandde. 
In 1946 werd er een prijs naar hem vernoemd, de prijs wordt gegeven als een voetballer tien jaar lang geen rode kaart krijgt.